# Chromodorididae
Chromodorididae zijn een familie van de zeenaaktslakken. De grootte van de slakken varieert tussen de 1 en 20 cm.

## Geslachten
De familie kent de volgende geslachten:
- Ardeadoris Rudman, 1984
- Berlanguella Ortea, Bacallado & Valdés, 1992
- Cadlinella Thiele, 1931
- Ceratosoma J. E. Gray and M. E. Gray, 1850
- Chromodoris Alder and Hacock, 1855
- Diversidoris Rudman, 1987
- Doriprismatica d'Orbigny, 1839
- Felimare Ev. Marcus & Er. Marcus, 1967
- Felimida Ev. Marcus, 1971
- Glossodoris Ehrenberg, 1831
- Goniobranchus Pease, 1866
- Hypselodoris Stimpson, 1855
- Mexichromis Bertsch, 1977
- Miamira Bergh, 1874
- Pectenodoris Rudman, 1984
- Risbecia Odhner, 1934
- Thorunna Bergh, 1878